# Beata Vergine Maria del Carmine
Beata Vergine Maria del Carmine, emellanåt benämnd Mater et Decor Carmeli, är en kyrkobyggnad i Rom, helgad åt Jungfru Maria och särskilt åt hennes roll som Vår Fru av Berget Karmel. Kyrkan är belägen vid Via Sforza Pallavicini i Rione Prati.
Kyrkan förestås av karmelitorden.

## Historia
Kyrkan uppfördes åren 1925–1928 i nyrenässans efter ritningar av ingenjören Edmondo Sanjust di Teulada.

## Exteriören
Fasaden har en portal och ett rundfönster, vilka flankeras av parvis ställda toskansk-doriska pilastrar på höga socklar. Kornischens fris bär inskriptionen MATER DECOR CARMELI. Fasaden kröns av ett triangulärt pediment med ett kors samt tvenne facklor. Pedimentet hyser en högrelief föreställande karmelitordens emblem, buret av två änglar.

## Interiören
Den treskeppiga interiören uppvisar en rik dekoration. Ovanför högaltaret återfinns en glasmålning med motivet Jungfru Maria överlämnar skapularet åt Simon Stock. Sidoaltarna är invigda åt den helige Josef och den helige Alberto degli Abati (1240–1307), karmelitmunk och präst. Kyrkan hyser två målningar som kommer från den år 1929 rivna kyrkan San Nicola dei Cesarini, vilken förestods av karmelitorden.